# Donald Judd
Donald Judd (3. června 1928 – 12. února 1994) byl americký minimalistický sochař a malíř.

## Život
Narodil se roku 1928 ve městě Excelsior Springs v americkém státě Missouri. Původně studoval na College of William & Mary, později však přešel na Columbia University, kde studoval filosofii. Nejprve se věnoval abstraktnímu expresionistickému malířství a počátkem šedesátých let začal upřednostňovat sochařství. Věnoval se převážně práci s pevnými geometrickými formami. Mezi materiály, ze kterých svá díla tvořil, patřilo například plexisklo či korozivzdorná ocel. Přestože byl označován za minimalistu, sám tento výraz neuznával a označoval se za empiristu. Zemřel roku 1994 na Manhattanu ve věku 65 let.